# Bornavirus
Het bornavirus (wetenschappelijke naam: Borna disease virus, soms afgekort als BDV) is een RNA-virus genoemd naar de stad Borna in Duitsland, waar het in 1885 een epidemie onder cavaleriepaarden veroorzaakte. Het virus kan waarschijnlijk de meeste warmbloedige dieren besmetten, inclusief de mens, en werkt in op de hersenen. Het bornavirus is een verre variant van hondsdolheid.
In 1990 deden Amerikaanse en Japanse onderzoekers een test met 1000 psychiatrische patiënten en 300 mensen zonder aandoening. Ze vonden antilichamen tegen het bornavirus in 768 psychiatrische patiënten die leden aan bipolaire stoornis en schizofrenie. De 300 mensen zonder een aandoening bleken negatief te zijn.
Na onderbreking vanaf 2007 heeft het Robert Koch-instituut in Berlijn het onderzoek hervat en in 2008 een variant gevonden op het virus.
Het virus lijkt vooral actief in het deel van de hersens dat men het limbisch systeem noemt en kan zo van invloed zijn op de emoties van besmette personen of dieren.
In sommige studies wordt amantadine genoemd als middel dat het bornavirus uit het lichaam kan klaren. Hierover bestaat echter nog geen wetenschappelijke consensus.
In januari 2010 maakte een groep voornamelijk Japanse wetenschappers bekend in het menselijk DNA op het bornavirus lijkend RNA-materiaal aangetroffen te hebben. Deze zogenaamde endogene niet-retrovirale RNA elementen zijn de eerste aanwijzingen dat ook niet-retrovirale virussen zich permanent in het DNA van de mens en andere diersoorten kunnen vestigen en op die wijze doorgegeven kunnen worden van generatie op generatie. Op vier plaatsen in het menselijk genoom zouden deze endogene borna-achtige nucleoproteïne zijn terug te vinden. De onderzoekers concluderen verder dat het virus al circa 40 miljoen jaar in het DNA van primaten voorkomt.